# Belisana marena
Belisana marena là một loài nhện trong họ Pholcidae. Loài này được phát hiện ở Sulawesi.